# クラスノヤルスク橋

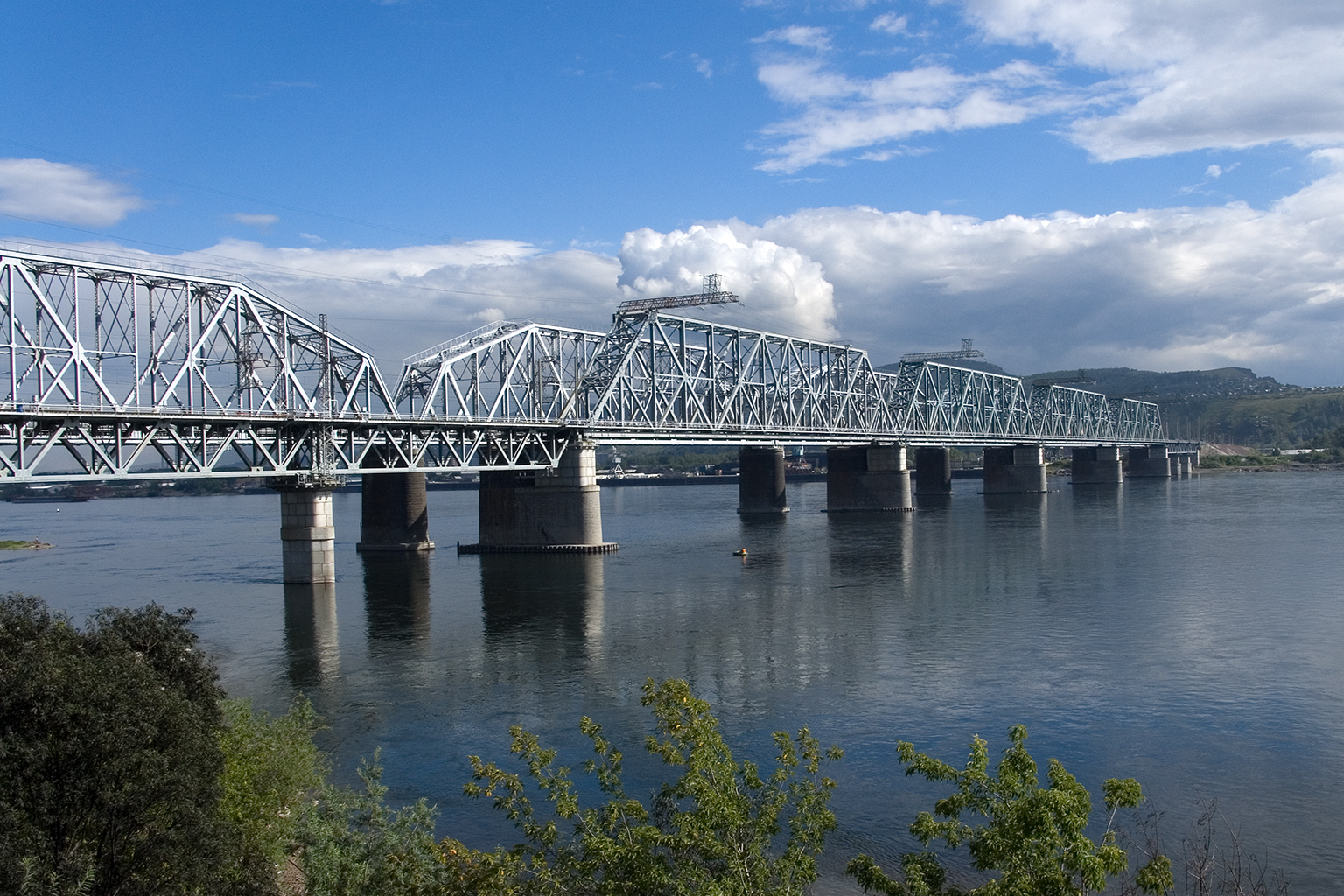
クラスノヤルスク橋

クラスノヤルスク橋（クラスノヤルスクばし、ロシア語: Железнодорожный мост через реку Енисей (Красноярск)、英語: Krasnoyarsk Bridge）は、ロシアのクラスノヤルスクでエニセイ川をまたぐシベリア鉄道の鉄橋である。エニセイ川鉄橋とも呼ばれる。
クラスノヤルスク橋はラヴル・プロスクリャコフの設計により、1893年から1896年にかけて建設された。プロスクリャコフは、この橋のモデルを1900年に開催されたパリ万国博覧会に出展し、金メダルを受賞した。
全長1 km弱のトラス橋で、完成当時は世界最長級の橋であった。
建設用の鋳鉄はウラル地方から、セメントはサンクトペテルブルクから、鋼材はワルシャワから運ばれた。
橋脚は流れてくる巨大な氷塊に耐えるために花崗岩で造られ、ここでせき止められた氷塊は毎年2～3週間がかりでトラクターで引っ張り下流へ流す。
現在、クラスノヤルスク橋は世界遺産の暫定リストに掲載されており、革新的な技術を実地に適用し多くの追随例を生んだことを評価されている。